# Rue Pierre-Louis Henrotte
La rue Pierre-Louis Henrotte (en néerlandais : Henrottestraat) est une rue bruxelloise de la commune de Woluwe-Saint-Pierre qui va de la rue de l'Église à l'avenue de l'Escrime sur une longueur totale de 240 mètres.

## Historique et description
Elle a été nommée en mémoire de Pierre-Louis Henrotte, deuxième curé de la paroisse de Notre-Dame de Stockel de 1906 à 1928.

## Inventaire régional des biens remarquables
- Rue Pierre-Louis Henrotte – Inventaire du patrimoine architectural de la Région de Bruxelles-Capitale